# Montes Transantárticos
A terceira maior cadeia de montanhas do continente da Antártida são os Montes Transantárticos, habitualmente abreviado para TAM (Transantartic Mountains). Também chamados de Cadeia Transantártica, compõe uma cordilheira de 4 800 km de extensão na porção centro-sul da Antártida, ligando o continente do Cabo Adare ao Lago Vitória para a Terra de Coats. A maior montanha dessa cordilheira chama-se Monte Kirkpatrick.

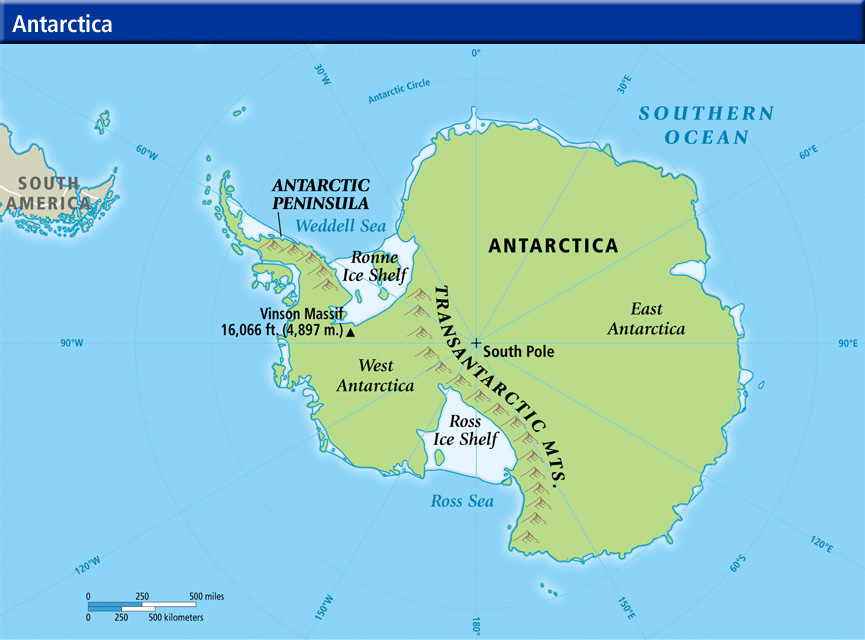
Localização dos Montes Transantárticos.